# プロダクションカー世界ラリー選手権

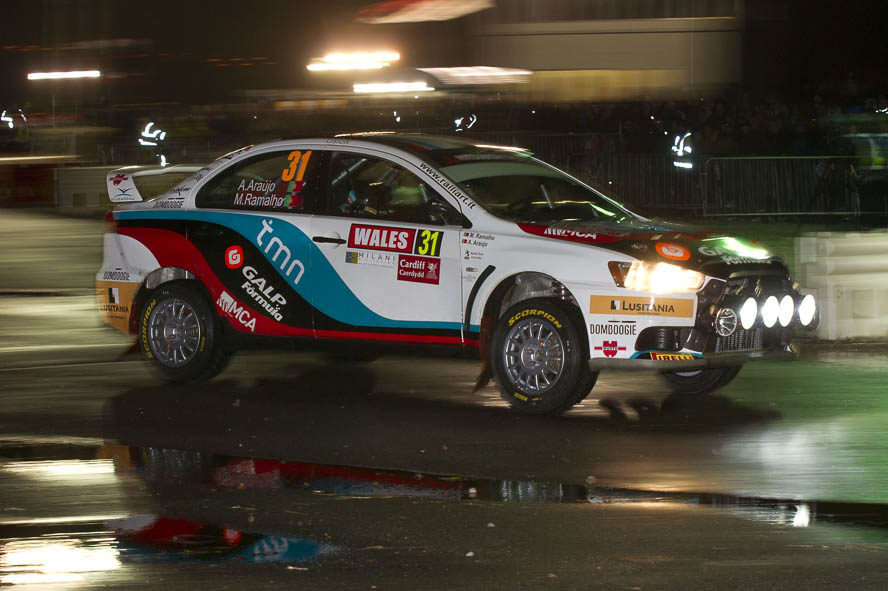
ラリーGBのナイトステージにて、同年王者アルミンド・アラウジョが駆る三菱・ランサーエボリューションⅩ

プロダクションカー世界ラリー選手権（Production car World Rally Championship）は、2002年から2012年まで開催されていた国際自動車連盟（FIA）公認の世界ラリー選手権（WRC）のカテゴリの一つである。略称はPCWRCまたはPWRC。現在のWRC2の前身。

## 概要
元々はグループNカップというカテゴリであったが、さほど評価が高くなくドライバーのモチベーションも上がらなくなっていた為、ジュニアラリー選手権（JRC）と共にFIAが世界選手権として決定しPWRCに移行という形で2002年に始まった。当初はPWRCが世界選手権として成立するかという不安もあったが、初年度のエントリー台数は20台を超える盛況を見せた。
日本人ドライバーは新井敏弘や奴田原文雄らがPWRCに参戦した。新井は2005年度と2007年度に年間総合優勝をしており、日本人ドライバーとして初のFIA世界選手権のチャンピオンとなった。また奴田原も2006年度の開幕戦モンテカルロで優勝するなど好成績を残しており、両者はライバル関係にあった。これ以外にスポット参戦ではあるが、2007年ラリージャパングループNクラスで優勝した田口勝彦などもいる。
ゼッケン番号は大体が31 - 60番となっており、その内31 - 58番までが通年エントリーを行ったドライバー及びチームで、59・60番は、開催地域から選出される地元枠である。なお、このゼッケン番号はジュニア世界ラリー選手権でも適用された。
開催地域は、全12 - 16戦程度で行われる世界ラリー選手権のうち、約半数の6 - 8箇所で、その内、1、2のイベントをスキップする（参戦しない）。この数はその年のPWRCの開催数により変動する。ヨーロッパ外イベントが大半を占めていたが、これはジュニア世界ラリー選手権(JWRC)が主にヨーロッパ内で行われるイベントであり、出来るだけそれと重ならないようにするためであった。なお2008年のラリー・フィンランドではJWRCと同時開催となったため、ゼッケン番号が重複しない様に+100番となっていた。

## 車両について
ラリーに用いる車両は、年間2,500台以上生産された市販車で、FIAの"グループN"公認を取得したものをベースとしており、PWRCでは排気量2,000 cc以上の「N4クラス」で総合優勝が争われる。
このグループNという規定は、市販車をベースとしている点ではWRCのWRカーと同じだが、改造範囲が厳しく制限されている。ロールケージ等の安全対策やサスペンションの交換等、改造を最小限に抑えており、FIAの車両規定で最も市販車に近い。そのためベースとなる市販車のポテンシャルがそのまま影響し、車両そのものの高性能さが要求される。また参戦車両の種類を増やすために、特例として00年代半ばから年間1,000台以上生産された市販車でも、FIAの公認を取得してベース車とすることができ、さらにLSDの追加やブレーキの強化も可能となるなど、改造範囲が拡大された。これは後述するスーパー2000との性能差を埋める事と、安全性強化のためである。
グループNは高性能四輪駆動車を数多く売れる市場である日本の三菱・スバルが圧倒的に有利で、ほとんどのドライバーが三菱・ランサーエボリューションとスバル・インプレッサを用いた。初期は三菱が28連勝を記録するなど圧倒的な戦績を収めていたが、スバルが2003年から本格参戦を開始するとスバルの方が一時は優位となった。また初期には、三菱と資本提携していたマレーシアのプロトンが、ランサーエボリューションⅥをベースとしたパートで参戦し、2002年にチャンピオンを獲得している。
2007年からは、FIAが新しく設定した新カテゴリであるスーパー2000の出場（後にポイント加算も）が認められた。
2010年からは、スーパー2000車両を対象にしたS2000世界ラリー選手権（SWRC）が創設されたため、PWRCは再びグループN車両のみによって戦われることになった。
2011年にはJWRCがワンメイク化されたことに伴い、2WDのグループR（R1〜R3）規定がPWRCに参戦可能となり、賞典（プロダクションカーカップ・フォー・2WD）も別に設けられた。
2013年にWRC直下のカテゴリが「WRC2」（R4、R5、スーパー2000、N4）と「WRC3」（R1〜R3）の2カテゴリに再編されたため、PWRCとしての歴史は幕を下ろした。「WRC2」にはN4規定車種のみで対象された「プロダクションカーカップ」が設定されたが、現在は消滅しており年間エントリーも不可になっている。
- 2009年の参戦車種
  - 三菱・ランサーエボリューションIX、X
  - スバル・インプレッサWRX STI (GRB、GDB)
  - シュコダ・ファビア S2000
  - アバルト・グランデプント S2000

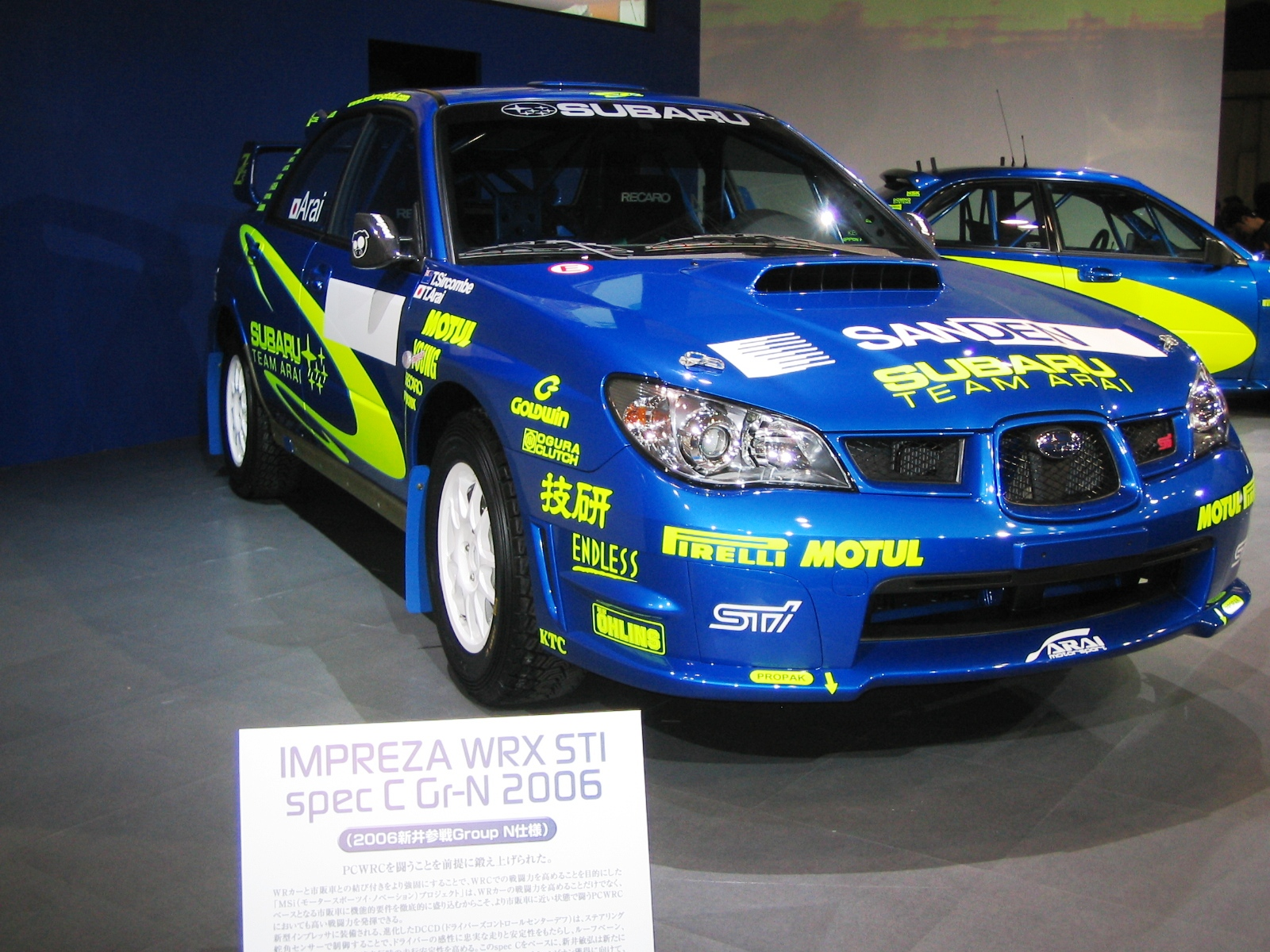
Impreza WRX STI 2006 新井敏弘選手モデル
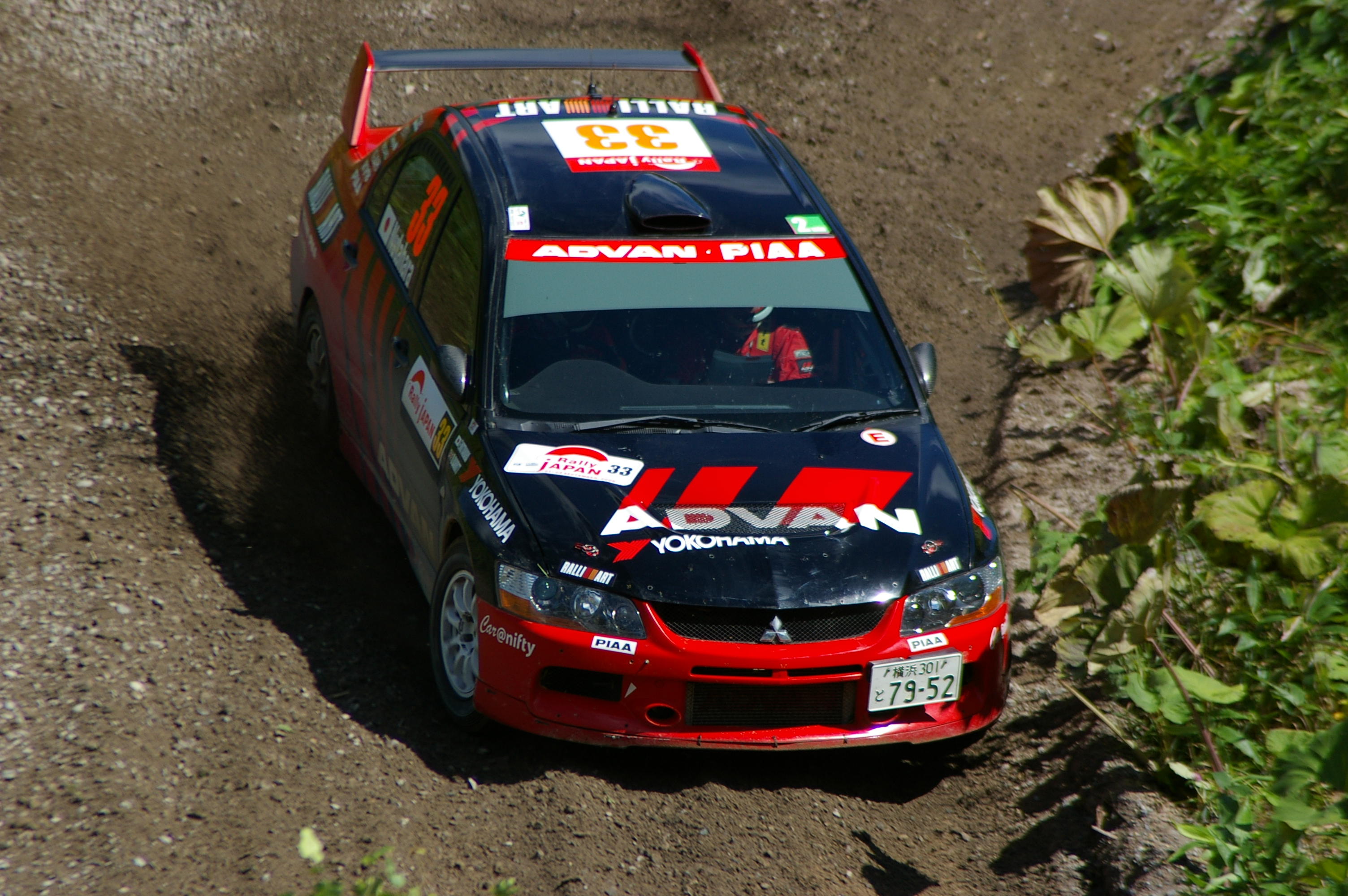
LANCER Evolution IX 2006年 奴田原文雄選手
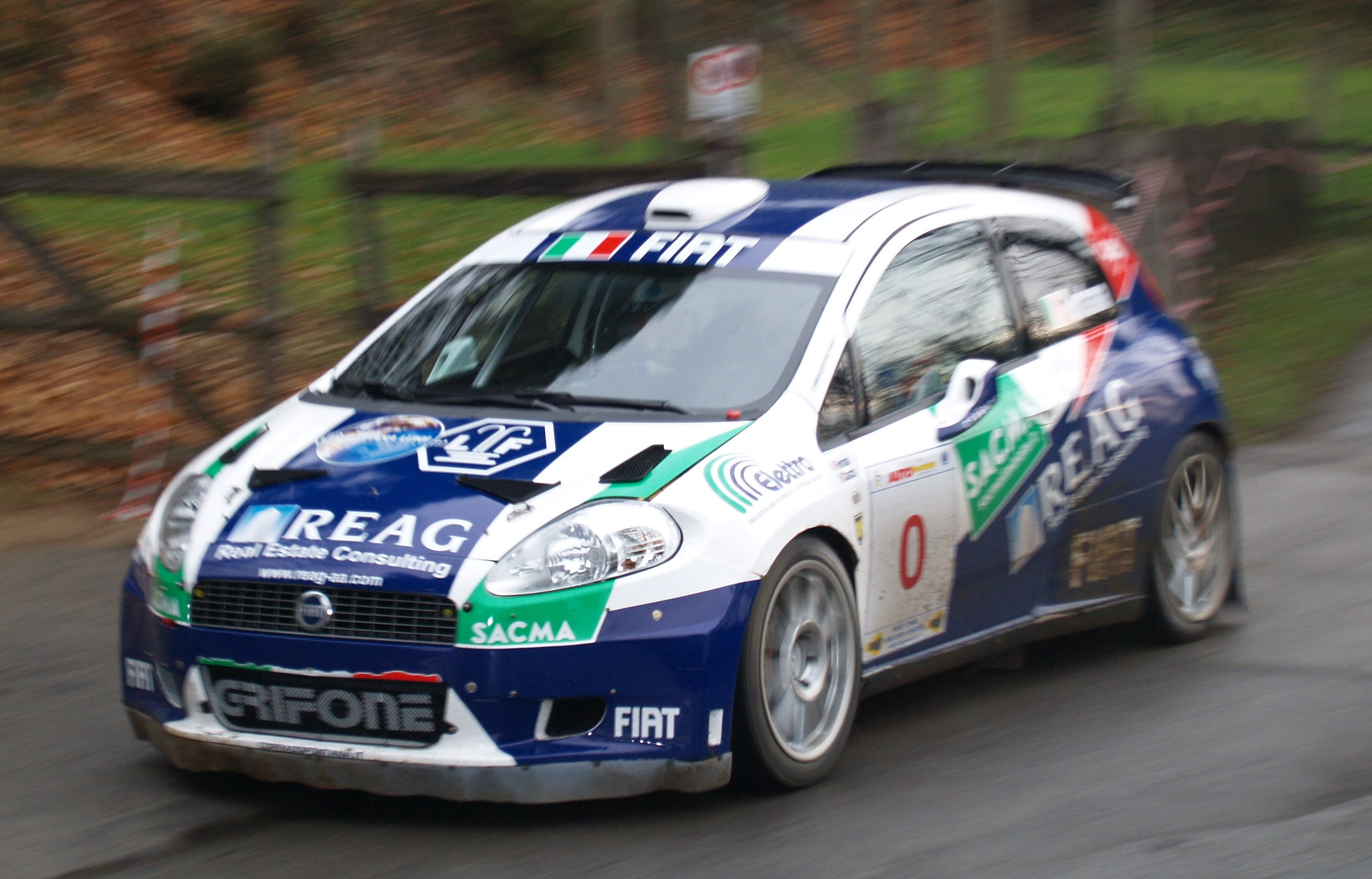
アバルト・グランデプントSuper2000(写真は国内選手権の0カー)

- 2011年の参戦車種
  - 三菱・ランサーエボリューションIX、X
  - スバル・インプレッサWRX STI (GRB、GDB)
  - シトロエン・DS3 R3
  - ルノー・クリオ R3

## 開催地域
参戦者は8戦中6戦を選んで出場し、残り2戦は休場する。また、第2 - 5戦はJWRCと併催のため、エントリーNo.に+100が付くことがある。

### 2008年
|   | ラリー名称                                 | 開催国           | 優勝者                   | 車種                             |
| - | ------------------------------------------ | ---------------- | ------------------------ | -------------------------------- |
| 1 | ウッディホルム・スウェディッシュラリー     | スウェーデン     | ユホ・ハンニネン         | 三菱・ランサーエボリューションIX |
| 2 | ラリーアルゼンティーナ                     | アルゼンチン     | アンドレアス・アイグナー | 三菱・ランサーエボリューションIX |
| 3 | BP・アルティメイト・アクロポリスラリー     | ギリシャ         | アンドレアス・アイグナー | 三菱・ランサーエボリューションIX |
| 4 | ラリー オブ ターキー                       | トルコ           | アンドレアス・アイグナー | 三菱・ランサーエボリューションIX |
| 5 | ネステオイル・ラリーフィンランド           | フィンランド     | ユホ・ハンニネン         | 三菱・ランサーエボリューションIX |
| 6 | レプコ・ラリーニュージーランド             | ニュージーランド | マーティン・プロコップ   | 三菱・ランサーエボリューションIX |
| 7 | パイオニア・カロッツェリア・ラリージャパン | 日本             | ユホ・ハンニネン         | 三菱・ランサーエボリューションIX |
| 8 | ウェールズ・ラリーGB                       | イギリス         | パトリック･フローディン  | スバル・インプレッサWRX STI      |

### 2009年
|   | ラリー名称                           | 開催国         | 優勝者                     | 車種                             |
| - | ------------------------------------ | -------------- | -------------------------- | -------------------------------- |
| 1 | ラリー・ノルウェー                   | ノルウェー     | パトリック･サンデル        | シュコダ・ファビアSuper2000      |
| 2 | ザ・キプロス・ラリー                 | キプロス       | パトリック･サンデル        | シュコダ・ファビアSuper2000      |
| 3 | ボーダフォン・ラリー・ド・ポルトガル | ポルトガル     | アーミンド・アラウージョ   | 三菱・ランサーエボリューションⅨ  |
| 4 | ラリー・アルゼンチーナ               | アルゼンチン   | ナサール・アルアティヤ     | スバル・インプレッサWRX STI      |
| 5 | ラリー・ド・イタリア・サルディニア   | イタリア       | ナサール・アルアティヤ     | スバル・インプレッサWRX STI      |
| 6 | アクロポリス・ラリー                 | ギリシャ       | ランブロス・アサナソウラス | シュコダ・ファビアSuper2000      |
| 7 | レプコ・ラリー・オーストラリア       | オーストラリア | マーティン・プロコップ     | 三菱・ランサーエボリューションIX |
| 8 | ウェールズ・ラリーGB                 | イギリス       | マーティン・プロコップ     | 三菱・ランサーエボリューションIX |

### 2010年
|   | ラリー名称                 | 開催国           | 優勝者                   | 車種                             |
| - | -------------------------- | ---------------- | ------------------------ | -------------------------------- |
| 1 | スウェーディッシュ・ラリー | スウェーデン     | パトリック･フローディン  | スバル・インプレッサWRX STI      |
| 2 | ラリー・メキシコ           | メキシコ         | アーミンド・アラウージョ | 三菱・ランサーエボリューションIX |
| 3 | ヨルダン・ラリー           | ヨルダン         | パトリック･フローディン  | スバル・インプレッサWRX STI      |
| 4 | ラリー・ニュージーランド   | ニュージーランド | ヘイデン・パッドン       | 三菱・ランサーエボリューションIX |
| 5 | ラリー・フィンランド       | フィンランド     | オット・タナク           | 三菱・ランサーエボリューションX  |
| 6 | ラリー・ドイツ             | ドイツ           | アーミンド・アラウージョ | 三菱・ランサーエボリューションX  |
| 7 | ラリー・ジャパン           | 日本             | パトリック･フローディン  | スバル・インプレッサWRX STI      |
| 8 | ラリー・アルザス           | フランス         | アーミンド・アラウージョ | 三菱・ランサーエボリューションX  |
| 9 | ウェールズ・ラリーGB       | イギリス         | オット・タナク           | 三菱・ランサーエボリューションX  |

### 2011年
|   | ラリー名称                           | 開催国         | 優勝者                   | 車種                             |
| - | ------------------------------------ | -------------- | ------------------------ | -------------------------------- |
| 1 | ラリー・スウェーデン                 | スウェーデン   | マルティン・セメラド     | 三菱・ランサーエボリューションIX |
| 2 | ボーダフォン・ラリー・ド・ポルトガル | ポルトガル     | ヘイデン・パッドン       | スバル・インプレッサWRX STI      |
| 3 | ラリー・アルゼンチーナ               | アルゼンチン   | ヘイデン・パッドン       | スバル・インプレッサWRX STI      |
| 4 | ラリー・フィンランド                 | フィンランド   | ヘイデン・パッドン       | スバル・インプレッサWRX STI      |
| 5 | ラリー・オーストラリア               | オーストラリア | ヘイデン・パッドン       | スバル・インプレッサWRX STI      |
| 6 | RACCラリー・ド・エスパーニャ         | スペイン       | パトリック・フローディン | スバル・インプレッサWRX STI      |
| 7 | ウェールズ・ラリーGB                 | イギリス       | パトリック・フローディン | スバル・インプレッサWRX STI      |

## 歴代チャンピオン
|      | チャンピオン             | 車両                                 |
| ---- | ------------------------ | ------------------------------------ |
| 2012 | ベニート・ゲラ           | 三菱・ランサーエボリューションX      |
| 2011 | ヘイデン・パッドン       | スバル・インプレッサWRX STI          |
| 2010 | アーミンド・アラウージョ | 三菱・ランサーエボリューションIX / X |
| 2009 | アーミンド・アラウージョ | 三菱・ランサーエボリューションIX     |
| 2008 | アンドレアス・アイグナー | 三菱・ランサーエボリューションIX     |
| 2007 | 新井敏弘                 | スバル・インプレッサWRX STI          |
| 2006 | ナサール・アルアティヤ   | スバル・インプレッサWRX STI          |
| 2005 | 新井敏弘                 | スバル・インプレッサWRX STI          |
| 2004 | ナイオール・マクシェア   | スバル・インプレッサWRX STI          |
| 2003 | マーチン・ロウ           | スバル・インプレッサWRX STI          |
| 2002 | カラムジット・シン       | プロトン・ペルト                     |